# نیک استون
```
آندره نیکول لیوینگستون
[
۱
]
 (متولد ۱۰ ژوئیه ۱۹۸۵)، معروف به 
نیک استون
، نویسنده 
پرفروش
 آمریکایی 
نیویورک تایمز
در زمینه 
ادبیات داستانی نوجوانان
 که بیشترین شهرت را برای 
اولین بار در رمان
 
مارتین عزیز
 دارد. رمان‌های او به شش زبان ترجمه شده‌است.
```

## زندگی شخصی
استون در حومه آتلانتا، جورجیا متولد و بزرگ شد. وی دارای مدرک روانشناسی از کالج اسپلمن است. او آفریقایی-آمریکایی است و آشکارا دوجنسی است. پس از کالج، در مربیگری نوجوان کار کرد و چند سال به اسرائیل نقل مکان کرد.

## حرفه
استون در طی سفر به اسرائیل در سال ۲۰۰۸، هنگام مواجهه با یک خانواده با داستانی که او را مجذوب خود کرده‌است، دریافت که می‌خواهد نویسنده شود. استون اولین رمان خود را برای نوجوانان در سال ۲۰۱۲ و با الهام از آثار ورونیکا راث نوشت. وی با همین کتاب به عنوان یک شخصیت ادبی مطرح گشت.

### مارتین عزیز

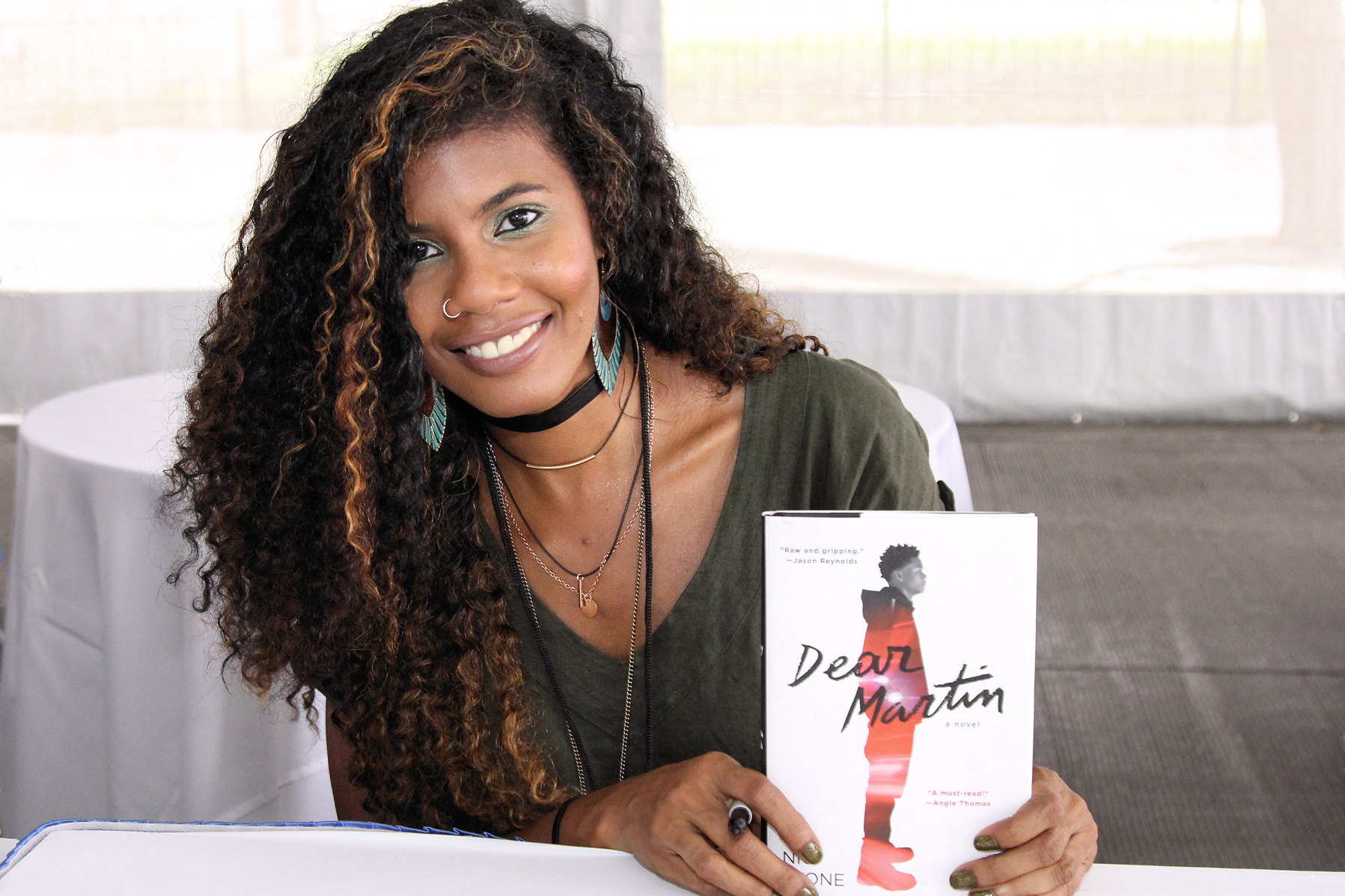
استون در سال ۲۰۱۷

اولین رمان او مارتین عزیز، در مورد یک دبیرستانی در یک مدرسه عمدتاً سفید که شروع به نوشتن نامه‌هایی به دکتر مارتین لوتر کینگ جونیور پس از برخورد جدی با افسران پلیس نژادپرست می‌کند، به عنوان یک پیشنهاد در یک قرارداد کتاب دوجلدی فروخته و در سال ۲۰۱۷ توسط انتشارات کرون منتشر شد. استون اظهار داشته‌است که او پس از قتل جردن دیویس، شروع به نوشتن اولین رمانس تحت عنوان مارتین عزیز کرد. وی یک دانش آموز دبیرستانی ۱۷ ساله سیاهپوست بود که در سال ۲۰۱۷ توسط یک مرد سفیدپوست به ضرب گلوله کشته شد. این کتاب در لیست پرفروش‌های نیویورک تایمز در شماره ۴ آغاز شد. همچنین به عنوان فینالیست جایزه ویلیام سی موریس در سال ۲۰۱۷ و یک بررسی ستاره دار از بوکلیست دریافت کرد. این کتاب در آلمان، برزیل، اندونزی، هلند، انگلیس، ترکیه و رومانی منتشر و ترجمه شده‌است. دو سال پس از انتشار اولین بار، مارتین عزیز دوباره در فهرست پرفروش‌های نیویورک تایمز، برای Paperbacks Young نوجوان و در شماره ۱، در فوریه ۲۰۲۰ قرار گرفت.
دنباله ای با عنوان ژوستیس عزیز، در مورد یک نوجوان زندانی که به اتهام قتل در دادگاه است، در اکتبر سال ۲۰۲۰ منتشر شد. استون می‌گوید که او قصد نوشتن دنباله را نداشت. اما توسط ناشر خود مورد تشویق قرار گرفت و تصمیم گرفت کتابی را دربارهٔ «پسری سیاه که همه از آن می‌ترسند» بنویسد.

### فرار پاک
اولین کتاب او از کلاس میانه، Clean Getaway، که توسط داوود هرابویل تصویرپردازی شده‌است، توسط کرون در ژانویه سال ۲۰۲۰ منتشر شد. این داستان یک نوجوان ۱۱ ساله را روایت می‌کند که به همراه مادربزرگ خود راهی جاده می‌شود. استون می‌گوید الهام بخش این رمان یک تیتر توییتر دربارهٔ دزدی یک مادربزرگ در آتلانتا بود که معلوم شد یک دزد جواهرات بین‌المللی است.

### کارهای دیگر
دومین رمان نوجوانان او، Odd One Out، دربارهٔ سه نوجوان عجیب و غریب رنگین‌پوست در مثلث عشق است و به بررسی موضوعات جنسیت، سیالیت جنسی و هویت می‌پردازد. این کتاب در سال ۲۰۱۸ توسط انتشارات کرون برای خوانندگان جوان منتشر شد. در سال ۲۰۱۹، سومین رمان او، جکپات، دربارهٔ یک منشی پمپ بنزین که یک بلیط بخت آزمایی برنده به وی فروخته شده، توسط کرون منتشر شد. استون در ابتدا این رمان را در سال ۲۰۱۵ نوشت.
در سپتامبر سال ۲۰۱۹ اعلام شد استون یک رمان با محوریت شوری می‌نویسد که در سال ۲۰۲۰ توسط اسکلاستیک منتشر شد.
گذشته از داستان‌های نوجوانان، استون مقاله نیز می‌نویسد و داستان‌های کوتاه او در گلچین‌های متعدد ظاهر شده‌است.

## کتابشناسی - فهرست کتب
داستان‌های نوجوانان
- مارتین عزیز (انتشارات کرون برای نوجوانان، ۲۰۱۷)
- Odd One Out (انتشارات کرون برای نوجوانان، ۲۰۱۸)
- Jackpot (انتشارات کرون برای نوجوانان، ۲۰۱۹)
- Justyce عزیز (انتشارات کرون برای نوجوانان، ۲۰۲۰)
- Shuri: A Panterher Nove l (اسکلاستیک، ۲۰۲۰)

داستان‌های کوذکان و نوجوانان
- Clean Getayay (انتشارات کرون برای نوجوانان، ۲۰۲۰)

مقاله‌ها و داستان‌های کوتاه
- "چشم‌های وحشی قدیمی" (باغ معلق، ۲۰۱۷)
- "نزدیک به آغاز یک شب در تابستان" (باغ معلق، ۲۰۱۷)
- "مناسب برای یک ملکه" (باغ معلق، ۲۰۱۷)
- "رویای و جرات" (باغ معلق، ۲۰۱۷)
- "آغاز مبارک" در خانه خوش آمد، ویرایش شده توسط اریک اسمیت (Flux، ۲۰۱۷)
- عنوان TBA در گفتگوی بدن ، ویرایش شده توسط کلی جنسن (Algonquin Young Readers ،۲۰۱۸)
- پیشگفتار در ما با هم برابر نیستیم: درک تقسیم نژادی ما، توسط کارول اندرسون و تونیا بولدن (Bloomsbury UK ،۲۰۱۸)
- "Grounded" در برف در عشق (نقطه، ۲۰۱۸) (با داستانهای ملیسا د لا کروز، آیمه فریدمن، و کاسی وست)
- Hope Nation: YA نویسندگان به اشتراک بگذارید لحظات شخصی از الهام، ویرایش شده توسط رز بروک (فیلومل، ۲۰۱۸)
- Black Enough: داستانهای جوان و سیاه در آمریکا، ویرایش شده توسط ایبی ذوبوی (Balzer + Bray، ۲۰۱۹)